# Beilschmiedia crassifolia
Beilschmiedia crassifolia là loài thực vật có hoa trong họ Nguyệt quế. Loài này được (Engl.) Robyns & R.Wilczek miêu tả khoa học đầu tiên năm 1950.